# Preble County
Preble County ist ein County im Bundesstaat Ohio der Vereinigten Staaten. Der Verwaltungssitz (County Seat) ist Eaton.

## Geographie
Das County liegt im Südwesten von Ohio, grenzt im Westen an Indiana und hat eine Fläche von 1104 Quadratkilometern, wovon vier Quadratkilometer Wasserfläche sind. Es grenzt im Uhrzeigersinn an folgende Countys: Darke County, Montgomery County, Butler County, Union County (Indiana) und Wayne County (Indiana).

## Geschichte
Preble County wurde am 15. Februar 1808 aus Teilen des Butler County und des Montgomery County gebildet. Benannt wurde es nach Edward Preble, einem Marineoffizier im Amerikanischen Unabhängigkeitskrieg.
18 Bauwerke und Stätten des Countys sind im National Register of Historic Places eingetragen (Stand 18. Mai 2018).

## Demografische Daten

Alterspyramide des Preble County

Nach der Volkszählung im Jahr 2000 lebten im Preble County 42.337 Menschen in 16.001 Haushalten und 12.144 Familien. Die Bevölkerungsdichte betrug 38 Einwohner pro Quadratkilometer. Ethnisch betrachtet setzte sich die Bevölkerung zusammen aus 98,47 Prozent Weißen, 0,32 Prozent Afroamerikanern, 0,21 Prozent amerikanischen Ureinwohnern, 0,26 Prozent Asiaten, 0,02 Prozent Bewohnern aus dem pazifischen Inselraum und 0,11 Prozent aus anderen ethnischen Gruppen; 0,60 Prozent stammten von zwei oder mehr Ethnien ab. 0,43 Prozent der Bevölkerung waren spanischer oder lateinamerikanischer Abstammung.
Von den 16.001 Haushalten hatten 34,2 Prozent Kinder und Jugendliche unter 18 Jahre, die bei ihnen lebten. 63,5 Prozent waren verheiratete, zusammenlebende Paare, 8,5 Prozent waren allein erziehende Mütter, 24,1 Prozent waren keine Familien, 20,6 Prozent waren Singlehaushalte und in 8,9 Prozent lebten Menschen im Alter von 65 Jahren oder darüber. Die Durchschnittshaushaltsgröße betrug 2,62 und die durchschnittliche Familiengröße lag bei 3,02 Personen.
Auf das gesamte County bezogen setzte sich die Bevölkerung zusammen aus 26,0 Prozent Einwohnern unter 18 Jahren, 7,7 Prozent zwischen 18 und 24 Jahren, 28,7 Prozent zwischen 25 und 44 Jahren, 24,4 Prozent zwischen 45 und 64 Jahren und 13,2 Prozent waren 65 Jahre alt oder darüber. Das Durchschnittsalter betrug 38 Jahre. Auf 100 weibliche Personen kamen 99,3 männliche Personen. Auf 100 Frauen im Alter von 18 Jahren oder darüber kamen statistisch 95,7 Männer.
Das jährliche Durchschnittseinkommen eines Haushalts betrug 42.093 USD, das Durchschnittseinkommen der Familien betrug 47.547 USD. Männer hatten ein Durchschnittseinkommen von 35.313 USD, Frauen 23.573 USD. Das Prokopfeinkommen betrug 18.444 USD. 4,5 Prozent der Familien und 6,1 Prozent der Bevölkerung lebten unterhalb der Armutsgrenze. Davon waren 7,0 Prozent Kinder oder Jugendliche unter 18 Jahre und 6,1 Prozent waren Menschen über 65 Jahre.